# Unicornio, un caballo con suerte
Unicornio, un caballo con suerte, fue una revista literaria publicada en Mar del Plata entre mayo de 1992 y enero de 1994. Se publicaron seis números con la edición de Carlos Aletto y la dirección de Gabriel Di Lorenzo.
Esta revista se destacaba por haber cumplido un objetivo difícil para los medios del interior, como es el de lograr un alto grado de proyección nacional o, mejor dicho, cierta repercusión en el medio porteño. Desde el punto de vista de su producción, este dato es importante porque su contenido conjuga de manera armoniosa aportes de escritores y críticos locales con colaboradores de otras partes del país, especialmente de Buenos Aires. Tal es así que su editor, Carlos Aletto, señala como un respaldo importante desde el primer número aquel que les dieran Luis Soto y Juan Jacobo Bajarlía, que luego sería replicado por otros escritores como Abelardo Castillo, Isidoro Blainsten o Leónidas Lamborghini. Entre los críticos, se contó con los aportes de Nicolás Rosa, Roberto Ferro y Sylvia Iparraguirre, entre otros.